# Neemuch (distrikt)
Neemuch är ett distrikt i Indien.   Det ligger i delstaten Madhya Pradesh, i den centrala delen av landet, 500 km söder om huvudstaden New Delhi. Antalet invånare är 826 067.
Följande samhällen finns i Neemuch:
- Manāsa
- Rāmpura
- Jāwad
- Jīran
- Singoli
- Ratangarh
- Gurla